# アントレ (駅ビル)
アントレ（antre）は、静岡県沼津市にある東海旅客鉄道（JR東海）沼津駅の南口にある駅ビルである。

## 概要
アントレは、JR東海のグループ企業である静岡ターミナル開発株式会社沼津支店が運営しており、JR東海管内では静岡県東部地区唯一の駅ビルである（熱海駅は東日本旅客鉄道の管轄）のと同時に、JR東海静岡支社管内において最古の駅ビルである。
店内には食料品店や飲食店などが入居している。構造は、地上2階建で併設する沼津駅に直結している。特に当駅ビル2階南側には「アントレ改札口」があり、自動改札機が設置されている。
1973年（昭和48年）に開業、1981年（昭和56年）に増床されて現在の姿になった。2017年（平成29年）には2階の、2018年（平成30年）には1階のリニューアルが行われた。
館内では、全店共通のポイントカード が使用できる。税抜100円が1ポイントとして加算され、500ポイント貯まると500円のアントレお買い物券と交換できる。また、独自の駐車場を保有していないので、沼津駅南口周辺の駐車場数箇所と提携しており、税込2,000円以上のレシートで1時間、税込5,000円以上のレシートで2時間、駐車料金が無料になる。対象となる駐車場はタイムズ沼津駅前・サンサンパーキングなど7箇所である。なお、静岡駅の駅ビル「パルシェ」とは経営母体は同じなので、店舗名は違えど姉妹店である。

## 店舗一覧
2階 - バラエティグッズ＆ライフスタイル＆ヘルスケア
- ウエルシア沼津駅ビル店（薬・化粧品）
- キャンドゥ（100円ショップ）
- くまざわ書店（本・書籍・文具）
- T.G.C.（メガネ）
- おしゃれ工房（洋服お直し）
- 佐藤貴美枝ニットソーイングクラブ（サービス）
- 東洋整体クイック沼津（整体）
- リフレッシュスペース（リラクゼーション・整体）
- えにし屋（占い・癒し・開運）
- 沼津観光案内所
- antre 特設会場

1階 - 駅ヨコ グルメストリート
- ベルマートキオスク沼津（キオスク）
- ファミリーマート 沼津アントレ店
- QBハウス 沼津アントレ店（1000円カット）
- サンマルクカフェ 沼津アントレ店（ベーカリー・カフェ）
- 成城石井アントレ沼津店（スーパーマーケット）
- 焼鳥日本一（やきとり）
- 水口園茶店（お茶）
- 天神屋（お弁当）
- 三鮮（鮮魚・寿司）
- 肉のくわばら（精肉）
- FRESH STORE/フレッシュストア タカハシ（青果）
- hanami（生花）
- クリーニングのサトウ（クリーニング）

## 所在地
- 沼津市大手町一丁目1番1号